# Kronborsten

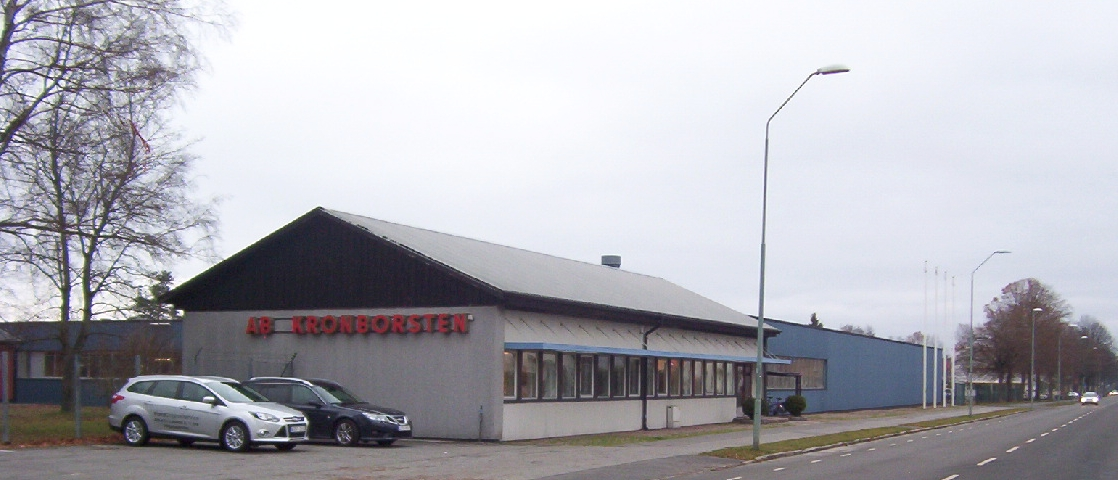
AB Kronborsten i Vinslöv, 2013

AB Kronborsten är ett svenskt företag som tillverkar borstar.
Företaget grundades 1871 som Stockholms Borstbinderi AB av Johan Peter Ahlberg som 1863 erhållit mästarbrev i borstbinderiyrket och vars far tidigare arbetat som tunnbindare i Slite på Gotland. Företaget blev 1909 Kunglig hovleverantör till Gustaf V.
1927 flyttades tillverkningen från Stockholm till Vinslöv för att komma närmare träråvaran bokskogen som finns i denna region och varunamnet Kron registrerades 1945. Tillverkning av borstar baserade på plast startade 1959. Fabrikslokalerna ersattes 1966 med nya. Samtidigt bytte bolaget namn till AB Kronborsten och huvudkontoret flyttades till Vinslöv från Stockholm. Ytterligare tillbyggnad av plastavdelningen skedde 1973.